# Karsibór (powiat wałecki)
Karsibór – wieś w Polsce położona w województwie zachodniopomorskim, w powiecie wałeckim, w gminie Wałcz. W latach 1975–1998 miejscowość należała administracyjnie do województwa pilskiego.

## Nazwa
W źródłach wspominany jako Kiersburg (1565), Kiesemborgk (1601), Kiessemberg (1619), Kiessenburg (1631). 

## Położenie i historia
Wieś leży ok. 10 km na północny zachód od Wałcza. Została założona w nieustalonym bliżej czasie przez Golców z Kłębowca. Z małymi przerwami należało do tej rodziny do 1832. W 1789 wieś liczyła 29 dymów (domostw). W pobliżu zabudowań podworskich zachowało się grodzisko pierścieniowate położone w dogodnych, naturalnych warunkach obronnych. Od wschodu dostępu do grodu bronił potok Świnia, od południa bagniste łąki. Od strony zachodniej i północnej gród broniony był szeroką fosą, której ślady zachowały się do dziś. Zarówno wały grodziska, których obwód wynosi około 200 m, jak i wnętrze uległy znacznym zniszczeniom, zwłaszcza w czasie przekształcania wnętrza na ogród.

## Kościół
Budynek kościoła poewangelickiego, zbudowany w 1819 na miejscu starszego, jest skromnym budynkiem z muru pruskiego, krytym dwuspadowym dachem z wieżyczką na sygnaturkę.